# Miles Wood
Miles Wood, född 13 september 1995, är en amerikansk professionell ishockeyforward som spelar för Columbus Blue Jackets i National Hockey League (NHL). Wood draftades av New Jersey Devils i fjärde rundan i NHL Entry Draft 2013.
Han är son till den före detta ishockeyspelaren Randy Wood som spelade fler än 700 NHL-matcher under sin aktiva spelarkarriär.

## Statistik

### Klubbkarriär
| 2010–11    | Salem Ice Dogs     | EmJHL      | 13  | 4  | 5  | 9   | 8   | 2  | 0 | 0 | 0 | 0  |
| 2011–12    | Salem Ice Dogs     | EmJHL      | 14  | 8  | 1  | 9   | 28  | —  | — | — | — | —  |
| 2012–13    | Noble & Greenough  | USHS       | 15  | 8  | 10 | 18  | 18  | —  | — | — | — | —  |
| 2013–14    | Noble & Greenough  | USHS       | 28  | 29 | 25 | 54  | 16  | —  | — | — | — | —  |
| 2014–15    | Noble & Greenough  | USHS       | 17  | 17 | 18 | 35  | 8   | —  | — | — | — | —  |
| 2015–16    | Boston College     | HE         | 37  | 10 | 25 | 35  | 76  | —  | — | — | — | —  |
| 2015–16    | New Jersey Devils  | NHL        | 1   | 0  | 0  | 0   | 0   | —  | — | — | — | —  |
| 2016–17    | New Jersey Devils  | NHL        | 60  | 8  | 9  | 17  | 86  | —  | — | — | — | —  |
| 2016–17    | Albany Devils      | AHL        | 15  | 4  | 4  | 8   | 34  | 2  | 0 | 0 | 0 | 10 |
| 2017–18    | New Jersey Devils  | NHL        | 76  | 19 | 13 | 32  | 84  | 5  | 0 | 0 | 0 | 14 |
| 2018–19    | New Jersey Devils  | NHL        | 63  | 10 | 14 | 24  | 91  | —  | — | — | — | —  |
| 2019–20    | New Jersey Devils  | NHL        | 68  | 11 | 12 | 23  | 57  | —  | — | — | — | —  |
| 2020–21    | New Jersey Devils  | NHL        | 55  | 17 | 8  | 25  | 29  | —  | — | — | — | —  |
| 2021–22    | New Jersey Devils  | NHL        | 3   | 0  | 0  | 0   | 4   | —  | — | — | — | —  |
| 2022–23    | New Jersey Devils  | NHL        | 76  | 13 | 14 | 27  | 76  | 8  | 2 | 0 | 2 | 14 |
| 2023–24    | Colorado Avalanche | NHL        | 74  | 9  | 17 | 26  | 75  | 11 | 3 | 0 | 3 | 13 |
| 2024–25    | Colorado Avalanche | NHL        | 37  | 4  | 4  | 8   | 48  | 1  | 0 | 0 | 0 | 0  |
| NHL totalt | NHL totalt         | NHL totalt | 513 | 91 | 91 | 182 | 550 | 25 | 5 | 0 | 5 | 41 |

### Internationellt
| År            | Lag           | Turnering     | Resultat      |    | Matcher | Mål | Assist | Poäng | Utv |
| ------------- | ------------- | ------------- | ------------- | -- | ------- | --- | ------ | ----- | --- |
| 2015          | USA           | JVM           | 5:a           | 5  | 0       | 0   | 0      | 6     |     |
| 2016          | USA           | VM            | 4:a           | 10 | 1       | 0   | 1      | 8     |     |
| Junior totalt | Junior totalt | Junior totalt | Junior totalt | 5  | 0       | 0   | 0      | 6     |     |
| Senior totalt | Senior totalt | Senior totalt | Senior totalt | 10 | 1       | 0   | 1      | 8     |     |